# Іньякі Ґодой
Іньякі Ґодой Джассо (ісп. Iñaki Godoy Jasso) — мексиканський актор, відомий своєю роллю Хуана Руїса у фільмі «Недосконалі» та Манкі Д. Луффі в живій адаптації від Netflix «One Piece».

## Раннє життя
Іньякі Годой Джассо народився 25 серпня 2003 року в Мехіко. У нього є молодша сестра Мія. В чотири роки його мати записала його в дитячу музичну театральну школу під назвою «Stage Company» в Нуево Театро в Мехіко.
Коли йому виповнилося дев'ять років, він висловив своїй матері бажання стати професійним актором. Він отримав невелику роль у програмі під назвою «Cocina de hacienda». Після цієї роботи він продовжив ходити на прослуховування та брати уроки акторської майстерності в «Stage Company».

## Фільмографія

### Серіали
| Рік       | Назва                        | Роль                | Примітки                           |
| --------- | ---------------------------- | ------------------- | ---------------------------------- |
| 2016-2017 | Жінка Кентавра               | Амадео «Ель Гато»   |                                    |
| 2016      | Синій демон                  | Дитячий синій демон | Епізод: «Entre el dolor y el amor» |
| 2018      | Por la Máscara: La Serie Web | Юний Ауреліо        |                                    |
| 2019      | Sin miedo a la verdad        | El Chinos           |                                    |
| 2019      | Los elegidos                 | Бруно               |                                    |
| 2021      | Хто вбив Сару?               | Бруно Ласкано       | Повторювана роль                   |
| 2022      | Недосконалі                  | Хуан Руїс           | Головна роль                       |
| 2023      | One Piece                    | Манкі Д. Луффі      | Головна роль                       |